# 紅棘裸頰鯛
紅棘裸頰鯛，又稱印度洋龍占、紅棘龍占，為輻鰭魚綱鱸形目鱸亞目龍占魚科的其中一種，分布於印度太平洋區，從東非至社會群島、土阿莫土群島，北起琉球群島，南迄澳洲東北部海域，棲息深度18-120公尺，本魚身體是棕色至暗灰色，體具有模糊、分散的小深色和淺色條紋，頭部為棕色或灰色，胸鰭和腹鰭白色到橙色，背鰭和臀鰭是斑駁的橙色和藍色，尾鰭往往是鮮豔的橙色，背鰭硬棘10枚，背鰭軟條9枚，臀鰭硬棘3枚，臀鰭軟條8枚，體長可達70公分，棲息在深水礁石區，屬肉食性，以棘皮動物、甲殼類、軟體動物等為食，可作為食用魚，有雪卡魚毒的報告。

## 擴展閱讀
維基物種上的相關：紅棘裸頰鯛